# Morups bank
Morups bank este o arie protejată (arie specială de conservare — SAC, sit de importanță comunitară — SCI) din Suedia întinsă pe o suprafață de 565,8 ha, integral marine.

## Localizare
Centrul sitului Morups bank este situat la coordonatele 56°52′15″N 12°13′00″E / 56.8708°N 12.2167°E.

## Înființare
Situl Morups bank a fost declarat sit de importanță comunitară în iulie 2008 pentru a proteja un număr necunoscut de specii din flora spontană și fauna sălbatică aflate în arealul zonei. Situl a fost protejat și ca arie specială de conservare în decembrie 2017.

## Biodiversitate
Situată în ecoregiunile continentală și marină Atlantică, aria protejată conține 2 habitate naturale: Bancuri de nisip acoperite în permanență slab de apă marină, Recifuri.
La baza desemnării sitului se află un număr nedeclarat de specii protejate.